# الصومعة (حبيل جبر)

تعديل مصدري - تعديل

الصومعة هي إحدى قرى عزلة حبيل جبر بمديرية حبيل جبر التابعة لمحافظة لحج، بلغ تعداد سكانها 226 نسمة حسب تعداد اليمن لعام 2004.